# 中車四方CR151型電聯車
中車四方CR151型電聯車（英語：CRRC Qingdao Sifang CR151）將會是一款用於新加坡地鐵跨岛线的電聯車。有關合約批出予中車四方（中車青島四方公司—新加坡中車四方鐵路車輛服務聯營），而截至2023年6月，陸路交通管理局（LTA）已採購44列6節編組列車。有關列車將於2027年起開始付運，並預計於2030年隨該線首期開通而投入服務。

## 投標
CR151合約下的列車投標程序於2022年9月23日結束，合共收到4份標書。陆路交通管理局將所有標書列入候選名單，並已公佈有關結果。有關合約包括額外採購11列列車的選擇權。投標結果於2023年6月14日，通過新加坡政府GeBIZ平台發佈：
| 編號 | 投標者名稱                         | 金額（$）（選項3）                           |
| ---- | ---------------------------------- | -------------------------------------------- |
| 1    | 阿爾斯通交通（新加坡）私人有限公司 | 919,461,500.00新加坡元                       |
| 2    | 鐵路建設和協助股份公司             | 1,032,961,078.00新加坡元＋655,898,277.00歐元 |
| 3    | 中車青島四方機車車輛股份有限公司   | 588,959,039.00新加坡元                       |
| 4    | 現代Rotem株式會社                  | 743,186,400.00新加坡元                       |

## 設計與特色
每節車廂將設有10對車門，每邊5對。車廂內備有狀態監測及分析系統，以讓維修人員及早發現可能出現的設備故障。部份列車亦將配備自動軌道檢查系統，以實時監察路軌和高架電車線（OCR）的狀況。車廂間的通道寬1.6（5英尺3英寸）該批列車將採用1,500 V直流高架電車線受電，與新加坡大多數地鐵線有所不同。

## 列車編組
用於營運的CR151型列車，其編組方式為DT–Mp–Mi+Mi–Mp–DT。